# Noguinsk
Noguinsk (en ruso: Ногинск) es una ciudad del óblast de Moscú, en Rusia. Centro administrativo del raión de Noguinsk, está localizada 34 km al este de Moscú. Cuenta con una población de 115 942 habitantes (2010).

## Historia
Fundada en 1389 como Rogozhi, la ciudad fue más tarde mencionada como Bogorodsk – la ciudad de la Madre de Dios – en un decreto de Catalina la Grande, alrededor de 1781, cuando la localidad alcanzó el estatus de górod. La ciudad fue renombrada Noguinsk en 1930 en honor al bolchevique Víktor Noguín. En algunas compañías de la ciudad, resiste el antiguo nombre, por ejemplo, la cervecería Bogorodsk, la compañía de transportes Bogorodskavtotráns. 

## Economía
A lo largo del siglo XIX y una gran parte del siglo XX, la localidad fue el mayor centro de textiles de Rusia, procesando algodón, seda y lana.  Actualmente su producción industrial se concentra en la cerámica, alimentos (pescadería Bíserovo y fábrica de pescados), bebidas (uno de los más grandes productores de bebidas está localizado cerca a la ciudad) y material de construcción.

## Evolución demográfica
| Censo | 1859 | 1939 | 1974 | 2002 | 2006  | 2009  | 2010  |
| ----- | ---- | ---- | ---- | ---- | ----- | ----- | ----- |
| Pob.  | 81   | 93   | 108  | 118  | 116,3 | 115,6 | 115,9 |

## Transporte
El sistema de transporte local consiste en buses y trams. La ciudad tiene acceso directo a la autopista M7 Moscú-Nizhni Nóvgorod, que proporciona desplazamiento desde y hacia la capital rusa. El viaje toma de 30 min a una hora, dependiendo de las condiciones de tráfico. Además hay una línea de ferrocarril indirecta que va a través de Friázevo (fue construida a finales del siglo XIX con el propósito de servir a la industria textil y aún se encuentra en uso). El viaje en tren expreso dura aproximadamente una hora y 10 minutos. En los siguientes años, se planea la construcción de un ferrocarril de alta velocidad que conectará Noguinsk con la prospectiva Serp i Mólot (terminal de metro y ferrocarril) y a la estación de metro Shossé Entuziástov.

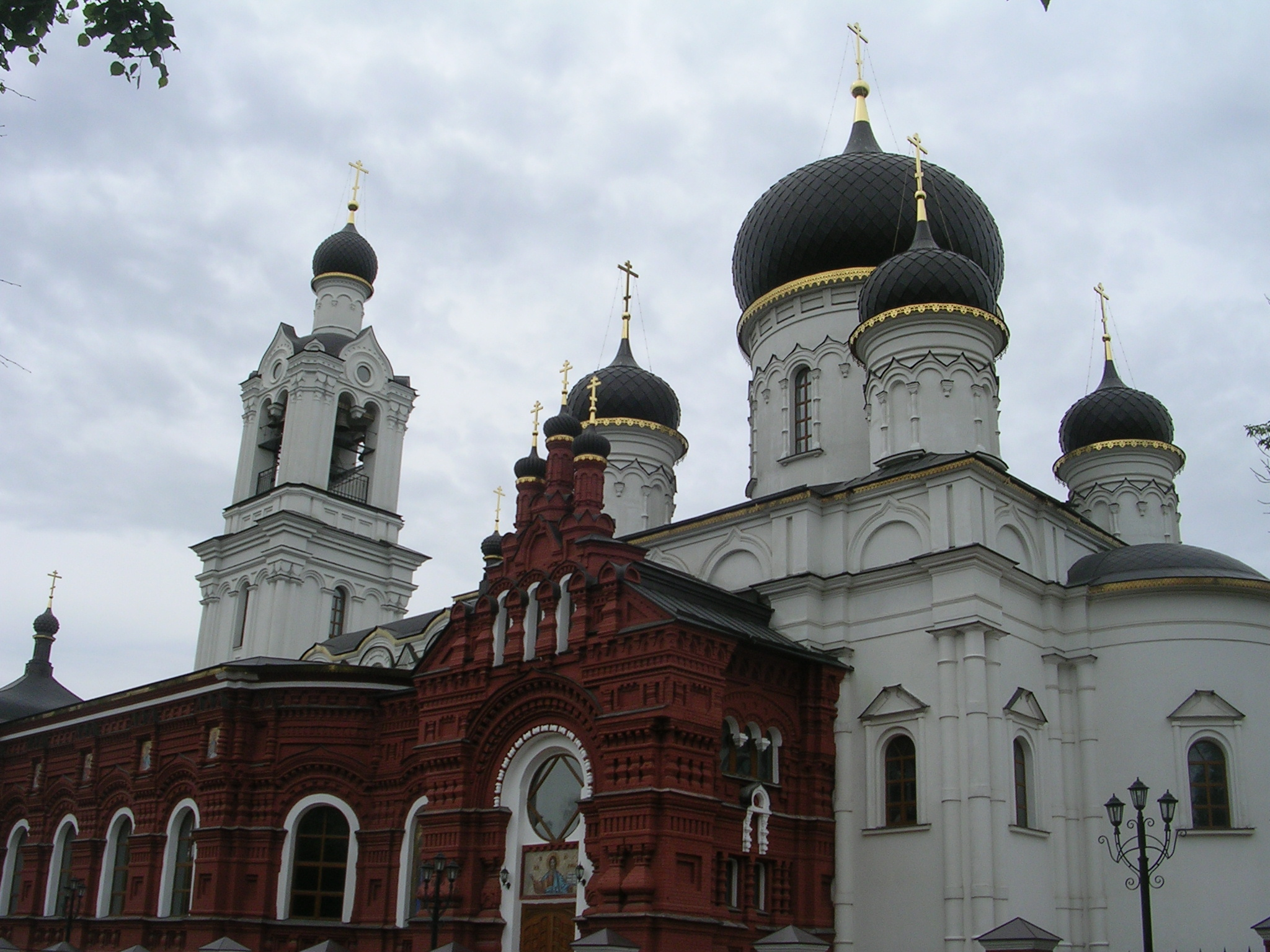
Templo Theotokos de Tijvin.

## Personajes de Noguinsk
- Pável Aleksándrov, matemático.
- Grigori Fedótov, deportista.
- Anatoli Lipinski, comandante de la Base naval de Leningrado, 2006.
- Borís Pilniak, escritor, su familia se trasladó desde Bogorodsk y creció allí.
- Patriarca Pimen I, cabeza de la Iglesia ortodoxa rusa.
- Serguéi Lavrov, ministro de Asuntos exteriores.
- Iliá Averbuj, campeón olímpico de danza sobre hielo.
- Ígor Spasski, diseñador de submarinos soviético.

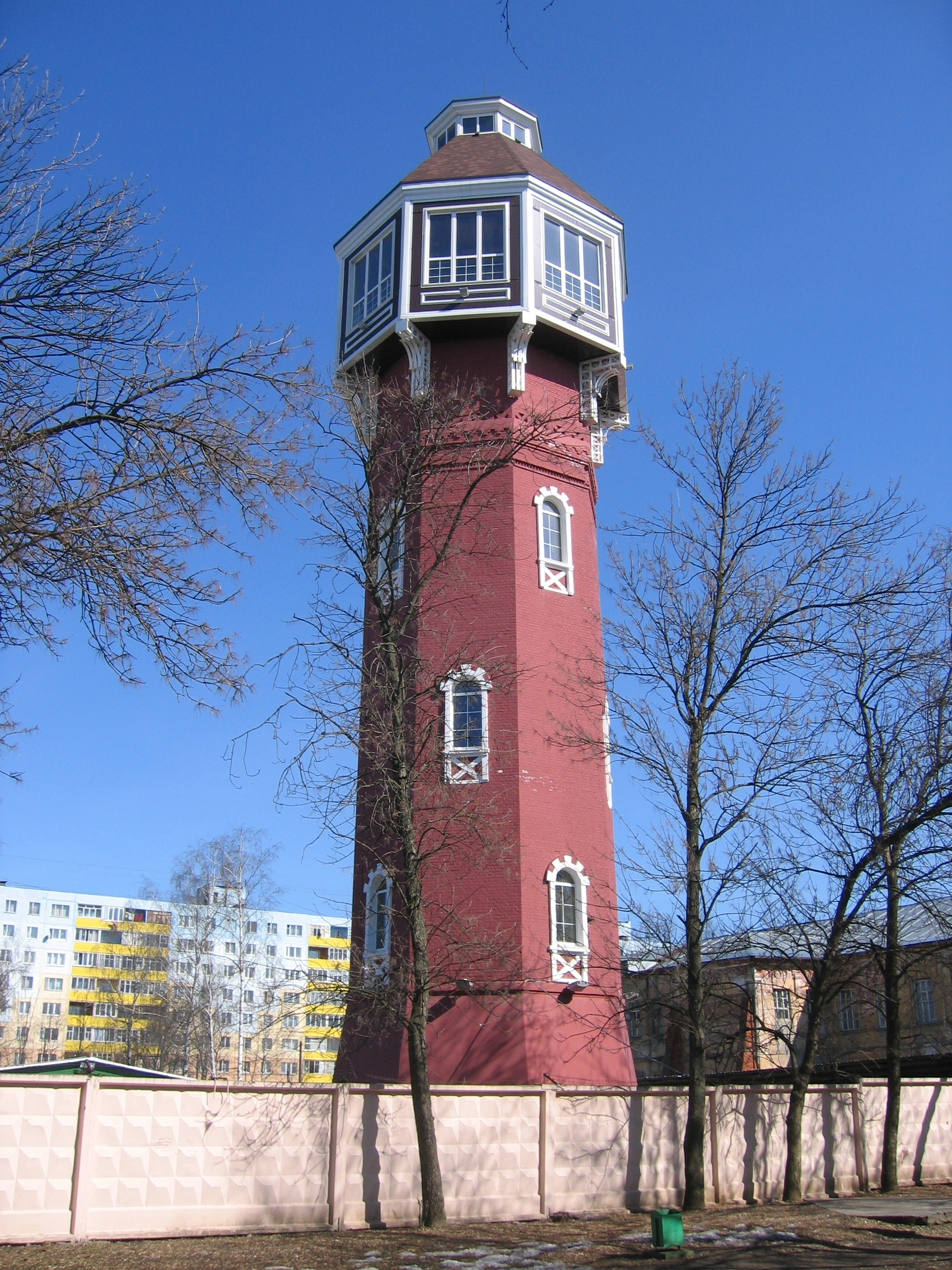
Torre de Fuego.